# Ендрес Дюрер
Ендрес Дюрер (нім. Endres Dürer; 25 квітня 1484, Нюрнберг — 21 квітня 1555, там само) — німецький золотар та майстер срібних виробів.

## Біографія
Народився 25 квітня 1484 року в Нюрнберзі у сім'ї золотаря Альбрехта Дюрера Старшого і Барбари Дюрер. Брат художника Альбрехта Дюрера і Ганса Дюрера. 1497 року почав вивчати золотарство, вочевидь у майстерні свого батька, хоча жодних свідчень про це не збереглось. Невідомо, чи протягом всього періоду навчання він працював лише зі своїм батьком, чи продовжив навчання в іншого нюрнберзького ювеліра. Також невідомо, чи він був мандрівним підмайстром. Близько 1502 року мешкав в Нюрнберзі, де після смерті батька взяв на себе керівництво майстернею. Близько 1511 року, ймовірно, здійснив подорож в Італію, оскільки документально засвідчено, що один з братів Альбрехта Дюрера мешкав там, хоча невідомо чи йшлося про Ендерса чи його молодшого брата Ганса. 1514 року став майстром і вперше з'явився у списку нюрнберзьких ювелірів. 1530 року отримав частину спадщини свого брата Альбрехта, який помер 1528 року. 1532 року відвідав Краків, де, ймовірно, жив разом зі своїм братом Гансом. Два роки потому повернувся в Нюрнберг, а вже 1538 року знову відвідав Краків, де займався залагодженням справ свого брата Ганса, який помер 1534 року, зокрема оплачував його борги. 1540 року, після смерті своячки Агнеси, отримав більшу частину її спадщини, зокрема вдруге після 1530 року успадкував багато особистих речей свого брата Альбрехта, ставши досить-таки заможним чоловіком.
Подвійна чаша (нім. Doppelscheuer), як й інші ювелірні шедеври Енреса втрачено. Спроби приписати йому келих (Inv.-Nr.: E 61, 8), що зберігається в
Музеї прикладного мистецтва в Будапешті, мають спекулятивний характер та не підтверджені документально.
Ендрес Дюрер одружився з вдовою Урсулою Гірнгофер, яка мала двох дочок від першого шлюбу — Анну та Констанцію.
Альбрехт Дюрер намалював щонайменше два портрети брата. Обидва малюнки створено 1514 року і зберігаються у Галереї Альбертіна у місті Відень.